# Camp receptiu
Es denomina  camp receptiu  d'una neurona sensitiva a la regió de l'espai en la qual la presència d'un estímul altera la resposta d'aquesta neurona, és a dir, la taxa d'impulsos electroquímics que aquesta genera. De vegades, per camp receptiu s'entén la funció bidimensional que detalla el canvi en la taxa d'impulsos que es produeix per als diferents punts de la regió.
S'ha trobat l'existència de camps receptius en neurones del sistema auditiu, del sistema somàtic i del sistema visual.
El concepte de camp receptiu es pot aplicar a neurones pertanyents a etapes diferents del sistema nerviós en qüestió. Així, d'una banda, el camp receptiu d'una cèl·lula ganglionar de la retina està formada per l'entrada de tots els cons units amb ella, de l'altra, un grup de cèl·lules ganglionars formaran el camp receptiu d'una cèl·lula del cervell. A aquest procés se l'anomena convergència.

## Nota
1. ↑  Bryan Kolb; Ian Q. Whishaw. Neuropsicología humana.  Ed. Médica Panamericana, 21 juliol 2006, p. 176–. ISBN 9788479039141 [Consulta: 20 juliol 2011].